# Подшибаловка (Краснопартизанский район)
Подшибаловка — село в Краснопартизанском районе Саратовской области, в составе городского поселения Горновское муниципальное образование.
| 2002 | 2010 |
| ---- | ---- |
| 362  | ↘268 |

## История
Первоначально по фамилии землевладельцев известна как Римско-Корсаковка. Деревня Римско-Корсаковка значится в Списке населённых мест Самарской губернии по сведениям за 1889 год. Деревня относилась к Верхне-Кушумской волости Новоузенского уезда. В деревне проживало 76 жителей. Земельный надел составлял 100 десятин удобной и 54 десятины неудобной земли.
Согласно Списку населенных мест Самарской губернии, составленному в 1900 году, в 1897 году в деревне Римско-Корсаковке (Подшибаловке) насчитывалось 25 дворов, проживало 98 мужчин и 84 женщины. Административно посёлок относился к Верхне-Кушумской волости Новоузенского уезда.
Согласно Списку населённых мест Самарской губернии 1910 года в деревне имелось 35 дворов, проживали 124 мужчины и 120 женщин, имелась земская школа, две ветряные мельницы. Во владении крестьян находилось 100 десятин надельной земли и 635 десятин земли купленной. Согласно описанию, размещённому на сайте, посвящённом истории Рязано-Уральской железной дороге население деревни было смешанным — немецко-русским. При строительстве Ершово-Николаеской ветки обществом Рязанско-Уральской железной дороги посреди деревни была устроена плотина для удержания весенних вод и на образовавшемся пруду построена водокачка, откуда на станцию Римско-Корсаковка поступала вода для паровозов.

## Физико-географическая характеристика
Село находится в Заволжье, в степи, при пруде, близ реки Большой Узень, на высоте около 100 метров над уровнем моря. В окрестностях посёлка распространены чернозёмы южные и тёмно-каштановые почвы.
Село расположено примерно в 25 км по прямой южнее районного центра рабочего посёлка Горный. По автомобильным дорогам расстояние до районного центра составляет 31 км, до областного центра города Саратов — 210 км, до Самары — 270 км, до ближайшего города Ершова — 35 км.
Часовой пояс
Подшибаловка, как и вся Саратовская область, находится в часовой зоне МСК+1. Смещение применяемого времени относительно UTC составляет +4:00.

## Население
Динамика численности населения по годам:
| Годы      | 1889 | 1897 | 1910 | 2002 |
| --------- | ---- | ---- | ---- | ---- |
| Население | 76   | 182  | 244  | 362  |

| 2002 | 2010 |
| ---- | ---- |
| 362  | ↘268 |

Национальный состав
Согласно результатам переписи 2002 года русские составляли 62 % населения села, казахи — 28 %.